# سانت مارتينس (نيو برونزويك)
سانت مارتينس (بالإنجليزية: St. Martins, New Brunswick)‏ هي قرية تقع في كندا في نيو برونزويك. يقدر عدد سكانها بـ 386 نسمة .

## معرض صور

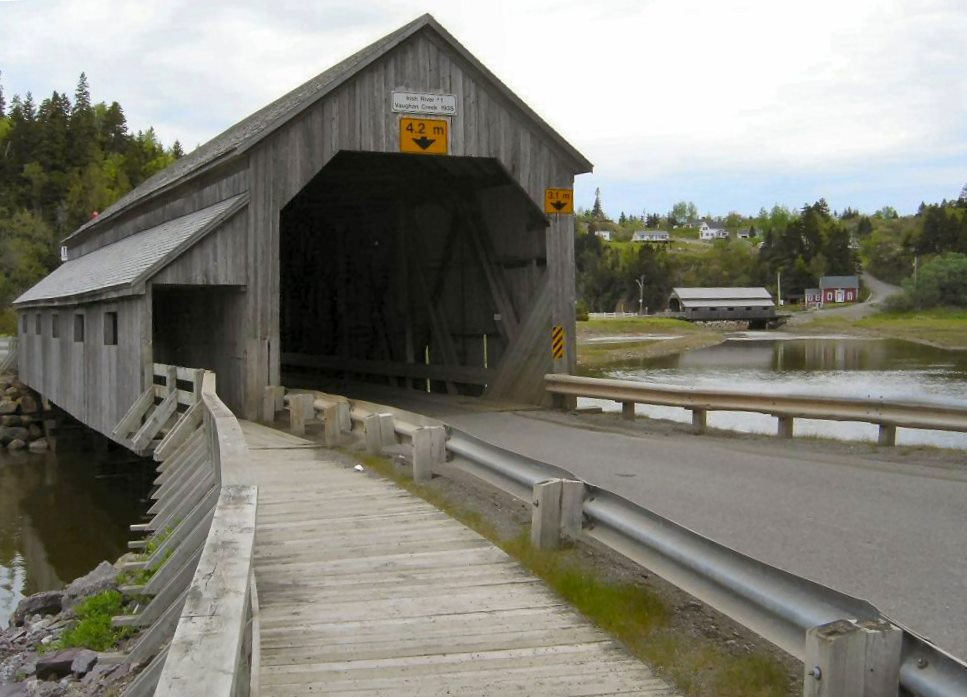

## أعلام
- والتر إدوارد فوستر